# KS Sopoti
Klubi Sportiv Sopoti Librazhd is een Albanese voetbalclub uit Librazhd.
Groep A (noord): Adriatiku · Albanët · Basania · Besëlidhja · Gramshi · Luzi · Murlani · Naftëtari · Sopoti · Tërbuni · Veleçiku

Groep B (zuid): Butrinti · Delvina · Devolli · Këlcyra · Luftëtari · Maliqi · Memaliaj · Oriku · Shkumbini · Tomori · Turbina ·